# 永續農業
永續農業亦稱可持續農業，是採用生態學原則的農耕方法，在學術上指探討生物與其環境互動的一門學科。
于荷兰举办的"可持续农业和农村发展会议" ,发布的《丹波宣言》中对可持续农业的定义为, "可持续农业是采取某种使用和维护自然资源的基础方式，以及实行技术变革和机制性变革，以确保当代人类及其后代对农产品需求得到满足"
發展可持續的糧食系統有助於人類人口的永續發展。例如，緩解氣候變遷的最佳方法之一是建立以永續農業為基礎的永續糧食系統。永續農業提供了一種潛在的解決方案，使農業系統能夠在不斷變化的環境條件下養活不斷增長的人口。除了永續的農業實踐外，飲食習慣向永續飲食的轉變也是大幅減少環境影響的相關方法。目前存在許多永續性標準和認證體系，包括有機認證、雨林聯盟、公平貿易、UTZ 認證、GlobalGAP、鳥類友善認證和咖啡社區通用準則 (4C)。

## 定義
永續農業這個詞組據信是澳洲農業科學家麥克利蒙特所創造，定義為“定點且可長期經營的整合性動植物生產實務應用”，比方說：
- 滿足人類的食物、紡織品的需求
- 提升環境品質與農業經濟所仰賴的自然資源基礎
- 適當地整合並極大化非再生能源與農用資源，使其有效利用於生態循環與生物防制
- 讓農田運作的經濟性可以永續運作
- 增進農夫以及社會的整體生活品質[11]

## 目標
一個普遍的共識是，永續農業是養活不斷增長的人口最現實的方式。為了成功養活地球人口，農業實踐必須考慮未來的成本包括環境成本和其所供養的社會成本。無法為每個人提供足夠資源的風險促使人們採用可持續發展領域的技術來提高農場生產力。這一進步的理想最終結果是能夠養活全世界不斷增長的人口。永續農業的日益普及與人們普遍的擔憂有關，即地球的環境承載力（地球限度理論），即養活人類的能力，已經達到甚至超過了。

### 原則
農業永續性有幾個關鍵原則：
- 將營養循環（英语：Nutrient cycle）、土壤再生（英语：Soil regeneration）和固氮等生物和生態過程納入農業和食品生產實踐。
- 減少使用不可再生和不可持續的投入，特別是對環境有害的投入。
- 運用農民的專業知識，既能高效耕作土地，又能促進農民自力更生、自給自足。
- 透過具有不同技能的人員的合作與協作解決農業和自然資源問題。所要解決的問題包括病蟲害防治和灌溉。

它「考慮長期和短期經濟因素，因為永續性很容易被定義為永久的，即旨在促進無休止再生的農業環境」。它平衡了資源保護的需要和農民追求生計的需要。
它被認為是一種和解生態學，在人類景觀中容納生物多樣性。
通常，農業中永續實踐的實施是透過採用技術和以環境為重點的適當技術來實現的。